# 花の子ルンルン ヒット曲集
『花の子ルンルン ヒット曲集』（はなのこるんるん ひっときょくしゅう）は、1980年1月に発売された、テレビアニメ『花の子ルンルン』のサウンドトラックアルバム。曲間に、ルンルン役の岡本茉利による花言葉のナレーションが収録されている。コンテンツ上は往年のソノシート、後のコロちゃんパックの流れをくんでいる。

## 概要
- 本アルバムは、日本コロムビア及び魔法少女作品における、「ヒット曲集」アルバム第一号に当たる。[2]
- 本アルバムに参加の作曲家小林亜星は、アニメについても数多くの作曲を手掛けているが、エンディングテーマである「女の子って」において自ら歌唱もしている。[3]

## 収録曲

### A面
1. 花の子ルンルン（作詞：千家和也 作曲：小林亜星 編曲：青木望 歌：堀江美都子、ザ・チャープス）
オープニングテーマ。
2. 花言葉：スノードロップ（早春）
3. ライラックの花言葉（作詞：千家和也 作曲：小林亜星 編曲：武市昌久 歌：堀江美都子、こおろぎ'73）
「恋の花占い」のC/Wとして、シングルリリースされた[3]
4. 花言葉：チューリップ（春）
5. 花言葉：デージー（春）
6. 恋の花占い（作詞：神保史郎 [4]作曲：小林亜星 編曲：武市昌久 歌：堀江美都子）
本編第50話「花いっぱいの幸せを」冒頭で使用。また堀江のシングルリリースとして、本アルバムと同時発売された。[3]
7. 花言葉：すずらん（初夏）
8. おとうさんの歌（作詞：神保史郎 作曲：小林亜星 編曲：武市昌久 歌：堀江美都子）
9. 花言葉：クローバー（夏）
10. 花言葉：ふうりんそう
11. 花だより（作詞：千家和也 作曲：武市昌久 編曲：武市昌久 歌：堀江美都子、ザ・チャープス）

### B面
1. 夢であなたと（作詞：千家和也 作曲：小林亜星 編曲：武市昌久 歌：堀江美都子、こおろぎ'73）
2. 花言葉：けいとう（夏から秋）
3. 花言葉：コスモス（秋）
4. ぼくはヒマワリ（作詞：神保史郎 作曲：武市昌久 編曲：武市昌久 歌：こおろぎ'73、コロムビアゆりかご会）
5. 花言葉：バラ（春から秋）
6. 花言葉：ききょう（秋）
7. すてきな変身（作詞：確氷夕焼 [5] 作曲：武市昌久 編曲：武市昌久 歌：堀江美都子、ザ・チャープス）
8. 花言葉：マーガレット（冬から春）
9. 花言葉：シクラメン（冬から春）
10. 女の子って（作詞：千家和也 作曲：小林亜星 編曲：青木望 歌：猪股裕子、小林亜星）
エンディングテーマ。